# Jan Goślicki

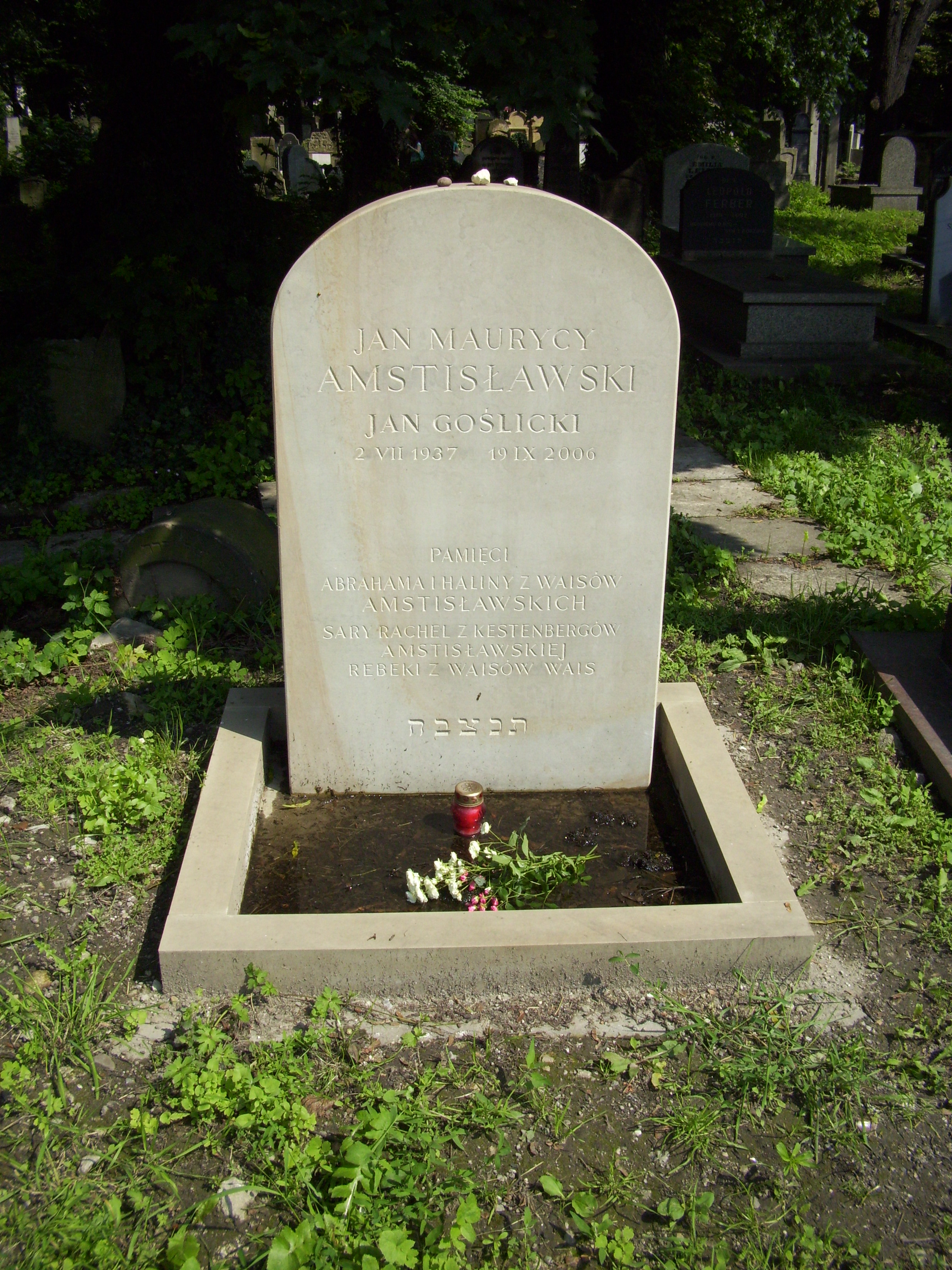
Grób Jana Goślickiego na nowym cmentarzu żydowskim w Krakowie

Jan Goślicki, pierwotnie Jan Maurycy Amstisławski (ur. 2 sierpnia 1937 w Łodzi, zm. 19 września 2006 w Krakowie) – polski eseista i tłumacz żydowskiego pochodzenia.

## Życiorys
Pochodził z zasymilowanej krakowskiej rodziny żydowskiej, matka jego pracowała jako nauczycielka gry na fortepianie w miejscowym konserwatorium. W czasie okupacji rodzina ukrywała się na ulicy Wąskiej na krakowskim Kazimierzu. Studia polonistyczne Goślicki odbył na Uniwersytecie Jagiellońskim, gdzie był kolegą z roku m.in. Marty Wyki. Na początku lat 60. wyjechał do Szwajcarii, uzyskując doktorat filologii słowiańskiej i filozofii Uniwersytetu w Zurychu. Był uczniem m.in. Paula de Mana. Dysertację doktorską poświęcił twórczości Stanisława Brzozowskiego do roku 1906. Przez pewien czas pracował w agencji reklamowej, potem wyjechał do Stanów Zjednoczonych; w latach 1972–1973 wykładał jako visiting professor na Columbia University. Zajmował się tłumaczeniem książek z języka angielskiego i niemieckiego na polski, został laureatem Nagrody Pro Helvetia za wybitne zasługi translatorskie.
Publikował eseje i artykuły poświęcone literaturze m.in. w „Dekadzie Literackiej” i „Życiu Literackim”. Był autorem kryminałów na potrzeby Telewizji Polskiej. Napisał przedmowę do polskiego wydania Krwi nieba Piotra Rawicza. Uczestniczył w opracowaniu dzieł zbiorowych, m.in. Przewodnika polonisty (pod redakcją Jadwigi Czachowskiej i Romana Lotha, 1989). W kilkakrotnie wznawianym zbiorze pod redakcją Włodzimierza Maciąga Autorzy naszych lektur. Szkice o pisarzach współczesnych zamieścił sylwetki twórcze Antoniego Słonimskiego i Bolesława Leśmiana. W dziele Filozofia w Polsce. Słownik pisarzy (1971) ogłosił obszerny artykuł o Stanisławie Brzozowskim. Zajmował się także m.in. twórczością Karola Huberta Rostworowskiego (Rostworowski. Portret autora dramatycznego, w zbiorze Z problemów literatury polskiej XX wieku, tom I: Młoda Polska, redakcja Henryk Markiewicz, Henryk Wolpe, Stefan Żółkiewski, 1965) oraz Marii Dąbrowskiej.
Jego wieloletnia przyjaciółka, również pochodząca z krakowskiej rodziny żydowskiej pisarka Janina Katz (osiadła w Danii), wspominała go jako człowieka o wielkich, niewykorzystanych zdolnościach oraz trudnym charakterze. „Był (...) mistrzem przyjaźni, jak to robił, nie zgłębiłam do tej pory, bo wszystkich swoich przyjaciół i znajomych permanentnie obrażał. Wyrażał się o wszystkich źle; w oczy i poza oczami. (...) Prawie zawsze miał rację, ale swoje racje wygłaszał w sposób tak arogancki i złośliwy, że najczęściej były nie do przyjęcia. (...) Pióro miał znakomite, ale pisał całkowicie niezrozumiale.” (Mój przyjaciel Goślicki, w: „Znak”, 2007, nr 6).
Był dwukrotnie żonaty, obie żony były Szwajcarkami (pierwsze małżeństwo zakończyło się rozwodem). W ostatnich latach życia ciężko chorował na serce oraz na cukrzycę. Zmarł w Krakowie 19 września 2006, został pochowany na nowym cmentarzu żydowskim przy  ulicy Miodowej.

## Przetłumaczył
- 1968: Teoria powieści: Esej historyczno-filozoficzny o wielkich formach epiki György Lukacsa (z niem.)
- 1992: Matto u władzy Friedricha Glausera (z niem.)
- 1994: Wyższa konieczność Michaela Crichtona (z ang.)
- 1994: Wachmistrz Studer Friedricha Glausera (z niem.)
- 1995: Kibic André Kaminskiego (z niem.)
- 1997: Aleksander Wat: obrazoburca Tomasa Venclovy (z ang.)
- 1999: Przyszłego roku w Jeruzalem André Kaminskiego (z niem.)
- Fuga śmierci Paula Celana